# Hoquei Club Rubí Cent Patins
L'Hoquei Club Rubí Cent Patins (HCR Cent Patins) és un club d'hoquei sobre patins en línia de Rubí, fundat el 1992.
Ha aconseguit diversos títols importants, dels quals destaquen la Copa Confederació d'Europa aconseguida per l'equip Sènior masculí l'any 2009 o la Copa del Rei aconseguida també per l'equip Sènior masculí les temporades 2005/06, 2008/09 i 2013/2014. També ha aconseguit la Lliga Nacional Élite masculina i femenina 2013/2014 i la Copa de la Reina 2013/2014. L'equip sènior masculí va aconseguir la medalla de bronze en la Copa de Federació celebrada a Trieste el novembre del 2010.
El club té entorn de 300 socis. Disputa els seus partits a la pista d'hoquei Francesc Calvo està situada al Passeig de les Torres de Rubí. La fase de classificació de la Copa d'Europa d'hoquei línia es va celebrar al Pavelló de la Llana de Rubí, del 28 al 30 d'octubre 2011, i l'organitzà el Rubí Cent Patins.

## Palmarès[7]

### Categoria masculina
- 1 Copa Confederació d’Europa: 2009-10
- 9 Campionats de Catalunya d'hoquei sobre patins en línia masculina: 2008-09, 2009-10, 2010-11, 2012-13, 2013-14, 2015-16, 2018-19, 2019-20, 2020-21
- 2 Lliga espanyola d'hoquei sobre patins en línia masculina: 2013-14, 2014-15
- 5 Copes espanyoles d'hoquei sobre patins en línia masculina: 2005-06, 2008-09, 2012-13, 2015-16, 2016-17

### Categoria femenina
- 1 Lliga europea d'hoquei sobre patins en línia femenina: 2016-17
- 6 Campionats de Catalunya d'hoquei sobre patins en línia femenina: 2009-10, 2010-11, 2012-13, 2013-14, 2014-15, 2015-16
- 3 Lligues espanyoles d'hoquei sobre patins en línia femenina: 2013-14, 2016-17, 2017-18
- 4 Copes espanyoles d'hoquei sobre patins en línia femenina: 2013-14, 2015-16, 2016-17, 2017-18